# Burulorikit
Burulorikit (Charmosynopsis toxopei) är en papegojfågel som enbart förekommer på en ö i indonesiska ögruppen Moluckerna.

## Utseende och läten
Burulorikiten är en slank, skogslevande lorikit med en kroppslängd på 16 cm. Hanen är huvudsakligen grön, på bröstet mer gulbrön. Den har orange näbb och ben och är blå på främre delen av hjässan. På undersidan av armpennorna syns gula band. Honan är mindre utbrett blått på hjässan och än tydligare band på armpennorna. Lätet är ett mycket gällt "ti...ti...ti...ti-ti-ti" som troligen avges i flykten.

## Utbredning och status
Fågeln är endemisk för ön Buru i ögruppen Moluckerna. Den behandlas som monotypisk, det vill säga att den inte delas in i några underarter.

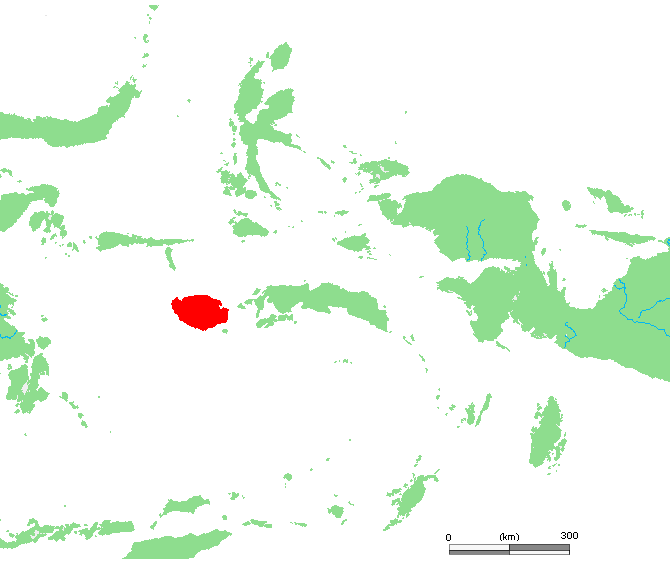
Fågeln förekommer endast på ön Buru i Moluckerna.

## Släktestillhörighet
Burulorikiten placeras traditionellt i Charmosyna, men genetiska studier visar att arterna i släktet inte står varandra närmast. Tongivande International Ornithological Congress (IOC) har därför lyft ut burulorikiten tillsammans med närbesläktade felorikiten till det egna släktet Charmosynopsis och denna linje följs här.

## Status
Burulorikiten är en av världens minst kända papegojor, både vad gäller dess status men också dess levnadsmiljö. Trots efterforskningar undgick arten upptäckt under ett antal år tills att två individer fotograferades i november 2014. Därefter har den inte påträffats. Undersökningar av skogar på medelhög höjd har varit relativt heltäckande, vilket innebär att om detta är artens föredragna levnadsmiljö kan den mycket väl vara mycket sällsynt och i allra högsta grad utrotningshotad. Det är likafullt möjligt att den trivs i mer höglänta skogar som ännu är förhållandevis outforskade, där den kan ha en relativt stor och stabil population. Enligt IUCN råder det därför kunskapsbrist för att kunna bedöma hotstatus för arten. 

## Namn
Fågelns vetenskapliga artnamn hedrar Lambertus Johannes Toxopeus (1894-1951), holländsk zoolog, botaniker och lärare på Java samt samlare av specimen i Ostindien och på Nya Guinea.